# Victims of Death
Victims of Death – drugie demo niemieckiego thrashmetalowego zespołu Sodom, wydane na kasecie magnetofonowej w 1984.
Wszystkie utwory pochodzą z pierwszego dema Witching Metal, zostały jednak nagrane na nowo. Oprócz nich zespół nagrał cztery nowe utwory.  
Utwór Witching Metal znalazł się także na kolejnym wydawnictwie grupy, EP-ce In the Sign of Evil, nagranej w profesjonalnym studiu. Amatorskie nagrania z kaset różnią się znacząco jakością, dlatego mają wartość głównie kolekcjonerską.
Kompozycja Satan's Conjuration jest pierwszą wersją utworu Conjuration, zamieszczonego na wydanym w 1987 albumie Persecution Mania. 
W 2005 ukazał się bootleg The Sins of Sodom zawierający utwory z obu taśm demo.

## Muzyka i teksty
Pod względem klasyfikacji muzyka zawarta na demo należy do wczesnego black metalu (posępna atmosfera utworów, teksty) i speed metalu (tempo, dynamiczna praca sekcji rytmicznej). Można znaleźć pewne jej podobieństwa do innych, równolegle nagrywanych materiałów tak zwanej pierwszej fali black metalu. Można wśród nich wymienić zespoły Venom (albumy Welcome to Hell i Black Metal), Hellhammer (demo Triumph of Death), Bathory (album Bathory) oraz Bulldozer (album The Day of Wrath). 
Teksty Toma Angelrippera oscylują wokół mrocznej tematyki. Wątki, postacie i symbole religijne mają często charakter bluźnierczy, satanistyczny.

## Lista utworów
1. Witchhammer – 3:41
2. Devil's Attack – 3:21
3. Let's Fight – 3:10
4. Victims of Death – 4:51
5. Life from Hell – 3:04
6. Poisoned Blood – 3:24
7. Satan's Conjuration – 2:51
8. Witching Metal – 3:04

## Twórcy
- Tom Angelripper – gitara basowa, śpiew, okładka
- Aggressor – śpiew, gitara
- Chris Witchhunter – perkusja